# Brachycome à feuilles d'ibéride
Espèce
Le Brachycome à feuilles d'ibéride, Brachyscome iberidifolia, est une espèce de plantes à fleurs de la famille des Asteracées originaire de l'ouest de l'Australie.

## Synonymes
Cette espèce a pour synonymes : 
- Brachycome iberidifolia Benth.[3]
- Brachyscome capillacea Walp.[1],[4]
- Brachyscome iberidifolia f. alba Siebert & Voss[4]
- Brachyscome iberidifolia f. bicolor Siebert & Voss[4]
- Brachyscome iberidifolia f. coerulea Siebert & Voss[4]
- Brachyscome iberidifolia f. iberidifolia Benth.[4]
- Brachyscome iberidifolia f. rosea Siebert & Voss[4]
- Brachyscome iberidifolia var. alba Steetz[1],[4]
- Brachyscome iberidifolia var. diffusa Benth.[4]
- Brachyscome iberidifolia var. divergens Steetz[4]
- Brachyscome iberidifolia var. flore-albo Bosse[4]
- Brachyscome iberidifolia var. glandulifera J.M.Black[4]
- Brachyscome iberidifolia var. huegeliana Steetz[4]
- Brachyscome iberidifolia var. iberidifolia Benth.[4]
- Brachyscome iberidifolia var. major Steetz[4]